# Angelo Abisso
Angelo Abisso (Sciacca, 17 gennaio 1883 – Roma, 7 marzo 1950) è stato un avvocato, magistrato e politico italiano, deputato e senatore del Regno d'Italia.

## Biografia
Nato nel 1883 a Sciacca, comune della provincia di Agrigento (denominata all'epoca provincia di Girgenti), laureatosi in giurisprudenza all'Università di Napoli, Angelo Abisso, figlio dell’avvocato Onofrio (Onorio), fu prima avvocato penale e poi magistrato e funzionario ministeriale. Nel 1913 fu eletto alla Camera dei deputati nella circoscrizione di Sciacca e Girgenti. Al termine del primo conflitto mondiale organizzò in provincia di Agrigento le associazioni di ex combattenti e sostenne la loro lotta per la distribuzione delle terre dei latifondi.
Proseguì la sua carriera politica con la conferma del mandato parlamentare nelle tre successive elezioni dal 1919 al 1924. Nel 1929 fu nominato senatore del Regno.

Fautore di uno stato autoritario, Abisso intervenne in difesa della memoria di Crispi, energico Presidente del Consiglio negli ultimi anni dell'Ottocento quando questi fu oggetto di critiche da parte dei deputati della sinistra. Tale posizione ideologica ebbe modo di manifestarsi anche in relazione alla lotta contro la mafia in Sicilia. Abisso, a differenza di altri che ritenevano il fenomeno mafioso originato dalla particolare struttura economica siciliana, lo definì piuttosto un'espressione di "delinquenza volgare" e appoggiò le misure contro la mafia del regime (quali l'intervento del prefetto Mori.
Nel secondo dopoguerra, con la caduta del regime, l'Alta corte di giustizia per le sanzioni contro il fascismo  nel 1946 lo dichiarò decaduto,  ma l'anno successivo una sentenza della Corte di cassazione annullò la precedente sanzione. Abbandonata comunque la vita politica, Abisso trascorse gli ultimi anni patrocinando in Cassazione.
Morì a Roma, senza figli, a sessantasette anni, nel 1950, e fu sepolto a Sciacca, nella tomba fatta costruire in suo onore dai nipoti Testone, cui ancora oggi appartiene.

## Pubblicazioni
- I consorzi amministrativi per opere pubbliche, Roma, Tipografia Iride, 1917.
- Dal fascio parlamentare al partito nazionale fascista. Discorsi parlamentari, conferenze ed articoli, Roma, Società anonima poligrafica italiana, 1927.
- Sulle Corti di assise e su altri problemi della giustizia penale. Discorso del senatore Angelo Abisso pronunciato nella seduta del 24 marzo 1933, Roma, Tipografia del Senato del dott. Giovanni Bardi, 1933.